# Каменноозёрное
Каменноозёрное — село в Оренбургском районе Оренбургской области России. Является административным центром Каменноозёрного сельсовета.

## География
Село находится в 30 км восточнее Оренбурга. Расположено на правобережье реки Ветлянка, южнее впадающей в реку Урал.
Через село проходит дорога Р336 Оренбург—Орск.

## История
Каменноозёрное — бывшая станица Оренбургского казачьего войска. Получило название от некогда тянувшегося большого глубокого озера. Основано в конце XVIII веке, и называлось Каменным Редутом.
В 1805 году по приказу Оренбургского военного губернатора Г. С. Волконского сюда были переселены казаки из Красноуфимской станицы, чтобы укрепить этот участок пограничной линии и обезопасить население от набегов кочевников.
Достопримечательностью села являются остатки земляного вала и рва на восточной окраине.
Село Каменноозерное образовалось в 1747 году, когда в 32-х верстах от Оренбурга на восток, на пограничной линии, был заложен Каменный редут при озере Каменном (о. Песчан). На редуте несли службу казаки, присылаемые два раза из Оренбурга и Башкирии. Казаки строили землянки для укрытия от непогоды и для отдыха. В начале XIX века появились постоянные жители-казаки Каменноозерного отряда. Они освятили место и установили крест, а затем и каменную часовню. По переписи 1866 года, Каменноозерная — это казачья станица расположенная около озера Песчан с населением 758 человек, где имеются школа, часовня, церковь. По переписи 1900 года, в станице Каменноозерной уже 1735 душ населения обоего пола, к основным заведениям прибавились: почта, библиотека и ветлечебница. Главным занятием казаков было земледелие.
В речи местных жителей село часто именуется - Каменка.

## Население
| 2002 | 2010  |
| ---- | ----- |
| 1042 | ↗1043 |